# Ice Age: Continental Drift
Ice Age: Continental Drift (bra: A Era do Gelo 4; prt: A Idade do Gelo 4: Deriva Continental) é um filme estadunidense de animação computadorizada dos gêneros comédia e aventura lançado em 2012, produzido pela Blue Sky Studios e distribuído pela 20th Century Fox. O filme foi dirigido por Steve Martino e Michael Thurmeier partir do roteiro de Michael Berg e Jason Fuchs, com o elenco de voz composto por Ray Romano, John Leguizamo, Denis Leary, Queen Latifah, Seann William Scott, Josh Peck e Chris Wedge reprisando seus papéis anteriores ao lado de Keke Palmer, Nicki Minaj, Drake, Jennifer Lopez, Josh Gad e Peter Dinklage dublando novos personagens. O enredo se concentra em Scrat inadvertidamente causando uma deriva continental, enviando Manny, Sid e Diego à deriva em um iceberg com a avó de Sid e fazendo-os enfrentar uma gangue de piratas liderada pelo primata gorila Capitão Entranha.
O filme, que foi o quarto da série Ice Age a ser produzido, foi lançado mundialmente em 13 de julho de 2012 com exceção do Brasil, que estreou o filme no dia 29 de junho de 2012, e Portugal, que estreou com duas semanas de antecedência dos demais lançamentos do mundo.
Continental Drift foi o segundo filme da franquia a utilizar o 3D Digital (após Dawn of the Dinosaurs) e o primeiro a ser apresentado na proporção 2.39:1. O filme arrecadou US$ 877 milhões em todo o mundo, consolidando-se como o quinto filme de maior bilheteria de 2012 e a maior receita do ano considerando apenas animações.

## Enredo
Enquanto Scrat, inadvertidamente, provoca o rompimento da Pangeia ao cravar sua bolota no solo, o casal de mamutes-lonosos Manny e Ellie são forçados a lidar com as provações e tribulações de sua filha adolescente Amora, que tem problemas para se enturmar com seus amigos mamutes. Ellie tenta apoiar sua filha, mas Manny se torna um pai extremamente protetor. Enquanto isso, a família da preguiça-gigante Sid retorna, mas apenas para deixar com ele a sua avó idosa antes de abandoná-lo de novo. Pouco depois, um súbito desmembramento continental separa Manny de Ellie e sua filha. Preso em um pedaço de gelo em movimento com Sid, Vovó e Diego, o tigre-dente-de-sabre, Manny é levado junto com seus amigos pela corrente marítima ficando à deriva em alto mar. Após isso, um gigantesco deslocamento de terra ameaça Ellie, Amora e todos os outros animais que permaneceram no continente, obrigando-os a caminharem em direção a uma ponte de terra.
Enquanto isso, Scrat, em uma subtrama, encontra uma bolota que tem um mapa do tesouro que o direciona para uma ilha. Depois de uma violenta tempestade em alto mar empurra-los mais longe do continente, o grupo de Manny é capturado por um bando de animais piratas que navegam em um iceberg flutuante liderado por um gigantopithecus, o capitão Entranha, que tenta pressioná-los a serem os novos membros de sua tripulação. Quando eles se recusam, Entranha tenta executá-los, a qual o bando consegue fugir causando inadvertidamente uma confusão no "navio" que faz com que os suprimentos de comida dos piratas caiam no mar. A primeira imediata de Entranha, uma tigre-dente-de-sabre albina chamada Shira, se junta ao bando depois que ela é abandonada pelo seu capitão após cair no mar.Diego pergunta se Shira quer entrar no bando, mas a mesma recusa afirmando que o bando é começo de piada pra ela
O bando parte num bloco de gelo em direção à chamada Baía do Contorno, onde se origina a corrente marítima que os levará de volta para casa. Ao chegar em terra firme, Manny coordena um plano usando um grupo de hiracóides para roubar um novo navio iceberg que Entranha está planejando usar, a qual dá certo e eles conseguem escapar. Um pouco antes disso, Diego, que se encontra atraído por Shira, tenta convencê-la a deixar os piratas e se juntar ao bando para que ela possa ter uma vida melhor, mas Shira, apesar de inicialmente aceitar, permanece na ilha e ajuda o bando a fugir mantendo Entranha longe deles enquanto o grupo foge com o navio. Entranha, enfurecido, forma outro navio com uma parede de gelo e planeja se vingar de Manny.
Depois de escapar por pouco de um bando de sereias animais assassinas, Manny, Sid, Diego e Vovó voltam para casa e descobrem que a ponte de terra foi destruída e que Entranha mantém Ellie, Amora e o resto dos animais do vale como reféns. Uma briga acontece quando Preciosa, a baleia de estimação da vovó, chega e afasta temporariamente Vóvó e Sid da luta envolvendo os piratas e o bando. Manny derrota Entranha em um duelo final em cima de um bloco de gelo e finalmente se reúne com sua família e amigos. Entranha posteriormente encontra uma sereia que assume a forma de um gigantopithecus feminino, atraindo-o e aprisionando-o para dentro de uma vieira. Com seu lar destruído pela deriva continental da Terra, Preciosa leva todo o bando, incluindo Shira, que se torna um casal com Diego, e os moradores do vale para uma ilha exuberante, onde os hiracóides vindos da Baía do Contorno já começaram a reconstruir sua civilização.
No epílogo do filme, Scrat descobre a ilha no mapa, chamada de Scratlântida (uma referência à Atlântida), que é cercada de bolotas. Contudo, o desejo incontrolável de Scrat de caçar bolotas no vislumbrante local acidentalmente faz toda a ilha afundar quando ele desencaixa um suporte de drenagem em formato de bolota; o lugar então é completamente "escoado" pelo dreno que Scrat abriu, transformando-se em uma paisagem desértica, através da qual ele grita desesperadamente.

## Elenco
- Ray Romano como Manny,[7] um mamute-lonoso, companheiro de Ellie, pai de Amora e líder do bando. No Brasil, Diogo Vilela.
- John Leguizamo como Sid,[7] uma preguiça-gigante ingênua, mas de boa índole. No Brasil, Tadeu Mello.
- Denis Leary como Diego,[7] um tigre-dente-de-sabre, melhor amigo de Manny. No Brasil, Márcio Garcia.
- Queen Latifah como Ellie,[7] uma mamute-lanosa, companheira de Manny e mãe de Amora. No Brasil, Carla Pompilio, substituindo Cláudia Jimenez.
- Keke Palmer como Amora,[7] uma mamute-lanosa adolescente, filha de Manny e Ellie. No Brasil, Bruna Laynes.
- Seann William Scott como Crash,[7] um gambá, irmão biológico de Eddie e adotivo de Ellie. No Brasil, Patrick de Oliveira, substitindo Nizo Neto.
- Josh Peck como Eddie, um gambá, irmão biológico de Crash e adotivo de Ellie. No Brasil, Gustavo Nader.
- Peter Dinklage como o Capitão Entranha,[7] um gigantopithecus pirata, líder de uma tripulação que navega pelos mares através de um enorme iceberg servindo como navio.[8] No Brasil, Jorge Vasconcellos e, nas canções, Luiz Carlos Persy.
- Wanda Sykes como a avó de Sid,[7][8] no filme chamada simplesmente de "Vovó". No Brasil, Nádia Carvalho.
- Jennifer Lopez como Shira, uma tigre-dente-de-sabre fêmea e primeira-imediata. Quando pequena ela foi abandonada e anos depois encontrada por Entranha e sua tripulação, Ela era ficante de Esquentado mas resolve terminar quando percebe que suas espécies são completamente diferentes. Quando está no iceberg com Manny, Sid e Diego percebe que Diego apesar de chato é ótimo companheiro. À noite Diego vai trazer água para ela e Shira enrola ele para conversar com o mesmo. Após ser ameaçada por Entranha Shira decide ficar com Diego e seu bando, Ela pode apresentar comportamento agressivo mas as vezes é meio louca, Seis meses depois ela se casa com Diego e torna parte do bando. No Brasil, Andrea Suhett e, nas canções, Juliana Franco.
- Josh Gad como Louis, um ouriço que é o melhor amigo de Amora. No Brasil, Renan Freitas.
- Nick Frost como Flynn, um desastrado elefante-marinho que faz parte da tripulação do Capitão Entranha.[8] No Brasil, Mauro Ramos.
- Aziz Ansari como Squint,[7][8] um coelho palaeolagus que faz parte da tripulação do Capitão Entranha. No Brasil com o nome Esquentado e com a voz de Christiano Torreão.
- Drake como Ethan,[7] um mamute-lanoso adolescente a qual Amora possui uma queda. No Brasil, Felipe Drummond.
- Nicki Minaj como Steffie,[9] uma mamute-lanosa adolescente que é ficante de Ethan e tira sarro de Amora. No Brasil, Evie Saide.
- Ben Gleib como Marshall,[10] irmão de Sid que aparece junto com a família dele no início do filme para deixar a vovó com o bando. No Brasil, Sérgio Stern.
- Alan Tudyk como Milton, pai de Sid. No Brasil, Malta Júnior.
- Joy Behar como Eunice, a mãe de Sid. No Brasil, Isis Koschdoski.
- Eddie "Piolín" Sotelo como o tio Fungo, o tio de Sid. No Brasil, Carlos Gesteira.
- Alain Chabat como Silas,[8] como uma patola-de-pés-azuis habitante do vale. No Brasil, Eduardo Borgerth.
- Heather Morris como Katie,[11] uma mamute-lanosa melhor amiga de Steffie. No Brasil, Christiane Monteiro.
- Chris Wedge como Scrat, o esquilo dente-de-sabre que causou o afastamento dos continentes depois de fincar sua bolota no solo de uma montanha.
- Patrick Stewart como Ariscratle, um esquilo dente-de-sabre morador de Scratlântida que recebe Scrat em sua chegada no local.[12] No Brasil, Isaac Bardavid.

## Produção
Os primeiros detalhes de uma terceira sequência foram anunciados em 10 de janeiro de 2010, quando o The New York Times informou que a Blue Sky Studios estava trabalhando em um quarto filme da série Ice Age e estava em negociações com o elenco de voz. A Fox mais tarde confirmou em 5 de maio de 2010, que Ice Age: Continental Drift seria lançado em 13 de julho de 2012.

## Trilha sonora
Um álbum de trilha sonora da partitura de John Powell foi lançado em 10 de julho de 2012 pela Varèse Sarabande. Além da trilha sonora original de Powell, o filme também apresenta a nona sinfonia de Beethoven.

### Faixas
| N.º            | Título                  | Duração |  |
| 1.             | "Morning Peaches"       | 2:22    |  |
| 2.             | "Schism"                | 2:28    |  |
| 3.             | "Storm"                 | 3:50    |  |
| 4.             | "No Exit Gutt"          | 5:37    |  |
| 5.             | "Escape from Captivity" | 3:02    |  |
| 6.             | "New Loves"             | 4:50    |  |
| 7.             | "Hyraxes / Prison Talk" | 2:57    |  |
| 8.             | "Diversion"             | 3:57    |  |
| 9.             | "Pirating the Pirates"  | 4:37    |  |
| 10.            | "Teen Cave"             | 4:42    |  |
| 11.            | "Sirens"                | 2:35    |  |
| 12.            | "Land Bridge Trap"      | 8:22    |  |
| 13.            | "Herd Reunion"          | 3:08    |  |
| 14.            | "Scrat's Fantasia"      | 5:30    |  |
| Duração total: | Duração total:          | 57:57   |  |

Umas das músicas usadas no filme foi "Chasing the Sun", da banda The Wanted; a primeira e a segunda música-tema do filme "We are (Family)", foi escrita por Ester Dean e interpretada por Keke Palmer. Ambas as músicas são reproduzidas durante os créditos finais mas não estão disponíveis no álbum da trilha sonora. "Chasing The Sun" pode ser encontrada no lançamento americano do primeiro EP da banda The Wanted The Wanted: The EP, enquanto uma versão alternativa de "We Are (Family)", cantada apenas por Keke Palmer está disponível para download.

## Lançamento
Ice Age: Continental Drift estreou no dia 20 de junho de 2012, na feira de cinemas CineEurope, em Barcelona. Estreou publicamente em 27 de junho de 2012, na Bélgica, Egito, França, Suíça e Trinidad, sendo lançado em seu país de origem em 13 de julho de 2012. Nos cinemas, o filme foi precedido pelo curta-metragem de animação The Longest Daycare, com a personagem Maggie Simpson.

### Marketing
Como uma promoção para Continental Drift, a Fox Film lançou dois trechos curtos de 3 minutos do filme intitulados Scrat's Continental Crack-up e Scrat's Continental Crack-up: Part 2. A primeira parte estreou como uma versão teatral que precedia a exibição do filme As Viagens de Gulliver, lançado em 2010, e foi lançada na internet em 6 de janeiro de 2011, no iTunes Movie Trailers. A segunda parte foi lançada em 16 de novembro de 2011 na mesma plataforma e estreou nos cinemas junto com as sessões de Alvin and the Chipmunks 3: Chipwrecked. A primeira parte mostra como as ações de Scrat levaram à divisão dos continentes, enquanto a segunda parte mostra a busca submarina do esquilo seguindo o "mapa do tesouro" até o navio pirata.
O filme foi promovido sob patrocínio no carro número 10 dirigido por Tomy Drissi durante a corrida da prova Toyota/Save Mart 350 realizada em 24 de junho de 2012 válida pela temporada da NASCAR Sprint Cup Series de 2012.

### Mídia doméstica
Ice Age: Continental Drift foi lançado em DVD, Blu-ray convencional e 3D em 11 de dezembro de 2012.

## Recepção

### Bilheteria
Ice Age: Continental Drift ganhou US$ 161,3 milhões na América do Norte e US$ 715,9 milhões em outros territórios, totalizando um total de mais de US$ 877 milhões. Em seu primeiro fim de semana depois da estreia mundial, o filme conseguiu arrecadar US$ 126,9 milhões. À epoca, o filme alcançou a quadragésima sétima posição na lista de maiores bilheterias de todos os tempos, sendo o quinto filme de maior bilheteria de 2012 e a maior receita de uma animação lançada naquele ano, além de ser a segunda maior receita da série Ice Age.
Nos Estados Unidos o filme arrecadou US$ 16,7 milhões em seu primeiro dia e US$ 46,6 milhões em seu fim de semana de estréia, tornando-se o segundo melhor rendimento de um fim de semana de abertura da série Ice Age, atrás de The Meltdown (US$ 68 milhões). O filme saiu de circulação nos cinemas americanos em 7 de fevereiro de 2013 com US$ 161 milhões arrecadados virando o filme de menor bilheteria doméstica da série até o lançamento de Collision Course, que conseguiu lucrar menos de US$ 100 milhões em 2016.

### Resposta crítica
No agregador Rotten Tomatoes, o filme tem uma taxa de aprovação de 37% com base em 134 avaliações e uma classificação média de 5.09/10; seu consenso crítico diz: "Ice Age: Continental Drift tem momentos de charme com espirituosidade de comédia pastelão, mas muitas vezes parece ser um produto que apenas "reciclou" idéias dos filmes anteriores". No Metacritic, o filme tem uma pontuação de 49/100 com base em 29 críticas, indicando "revisões mistas ou médias". As audiências pesquisadas pelo CinemaScore deram ao filme uma nota média de "A−" em uma escala de A+ a F.
O crítico Roger Ebert do Chicago Sun-Times deu ao filme duas estrelas de quatro e afirmou: "Assistir a este filme foi um exercício triste para mim. Os personagens são maníacos e idiotas, o diálogo é tagarela, a ação é inteiramente ao serviço do 3-D e o filme vicia-se em cores brilhantes, muito barulho e algumas músicas entre os momentos de briga entre os antagonistas e os protagonistas". Megan Lehmann do The Hollywood Reporter disse: "Apesar de engraçado, o humor do filme não tem a mesma sutileza do primeiro filme da franquia Ice Age, mas existem alguns pontos altos visualmente inventivos".

## Videogame
Ice Age Village é um videogame para telefones móveis desenvolvido pela Gameloft, e foi lançado em 5 de abril de 2012 para iPhone, iPad e Android.
Ice Age: Continental Drift – Arctic Games, um videogame baseado no filme, desenvolvido pela Behavior Interactive e publicado pela Activision foi lançado em 10 de julho de 2012 para Wii, Nintendo 3DS e DS, e Xbox 360. Também foi planejado que o jogo estaria disponível para as plataformas Microsoft Windows e PlayStation 3, mas isso acabou não se concretizando.